# ISO 3166-2:BE
ISO 3166-2:BE is een ISO-standaard met betrekking tot de zogenaamde geocodes. Het is een subset van de ISO 3166-2 tabel, die specifiek betrekking heeft op België.
De gegevens werden tot op 17 november 2015 geüpdatet op het ISO Online Browsing Platform (OBP). Hier worden 10 provincies -  province (en) / province (fr) / Provinz (de) / provincie (nl)  en 3 gewesten -  region (en) / région (fr) / Region (de) / gewest (nl)  - gedefinieerd.
Volgens de eerste set, ISO 3166-1, staat BE voor België, het tweede gedeelte is een drieletterige code.

## Codes
| Code   | Naam                           | Categorie | Deel van | Naam in het Frans            |
| ------ | ------------------------------ | --------- | -------- | ---------------------------- |
| BE-BRU | Brussels Hoofdstedelijk Gewest | gewest    |          | Région de Bruxelles-Capitale |
| BE-VLG | Vlaams Gewest                  | gewest    |          | Région flamande              |
| BE-VAN | Antwerpen                      | provincie | BE-VLG   | Anvers                       |
| BE-VLI | Limburg                        | provincie | BE-VLG   | Limbourg                     |
| BE-VOV | Oost-Vlaanderen                | provincie | BE-VLG   | Flandre orientale            |
| BE-VBR | Vlaams-Brabant                 | provincie | BE-VLG   | Brabant flamand              |
| BE-VWV | West-Vlaanderen                | provincie | BE-VLG   | Flandre occidentale          |
| BE-WAL | Wallonië                       | gewest    |          | Région wallonne              |
| BE-WBR | Waals-Brabant                  | provincie | BE-WAL   | Brabant wallon               |
| BE-WHT | Henegouwen                     | provincie | BE-WAL   | Hainaut                      |
| BE-WLG | Luik                           | provincie | BE-WAL   | Liège                        |
| BE-WLX | Luxemburg                      | provincie | BE-WAL   | Luxembourg                   |
| BE-WNA | Namen                          | provincie | BE-WAL   | Namur                        |